# Селим Алахяров
Селим Абдулазизович Алахяров (роден на 23 декември 1987 г., Грозни, Чечня, Русия) е руски вокален изпънител, заслужил артист на Република Дагестан.

## Детство и младост
Селим Алахяров е роден през декември 1987 г. в столицата на Чеченската република – град Грозни. След началото на първата чеченска война семейството се премества в Дербент, след това в Махачкала. Тогава пее, участва във всички конкурси за дагестанска песен, с помоща на майка му Мая Рагимхановна, която работи като вокален учител. Бащата на Селим е хирург, работил е в медицинския колеж в град Дербент.
Още като дете кариерата на Алахяров може рязко да се промени, когато се появява възможността да отиде да учи в Италия, в училището на маестро Лучано Павароти в Нова Сири. Маргарита Коста, която е посланик на Италия в Азербайджан, изявява желание да окаже помощ, но при условието той да приеме азербайджанско гражданство. Селим, който макар и 8-годишно дете, проявява патриотизъм и отказва. Тогава известният дагестански композитор и учител Мурад Кажлаев идва в негова подкрепа. По негово предложение през 1999 г. момчето е прието в Академията за хорово изкуство на името на Александър Свешников (сега академията носи името на своя основател Виктор Сергеевич Попов). Но поради финансови затруднения родителите на Селим скоро го прибрат при себе си.
В Махачкала Алахяров завършва музикалното училище на името на Готфрид Хасанов и отново отива в Москва, за да се запише в музикалното училище на името на Гнесините. В „Гнесинка“ Селим се оказва първият дагестански студент от факултета по академично пеене. За да влезе в тази престижна образователна институция, Селим се справя с конкуренцията на петима души за едно място, впечатлявайки приемната комисия с естествените си способности. Така той е единственият от целия кандидат студентски поток, който е приет за обучение от професора на Академията за хорово изкуство, един от основателите и директорите на Международното училище за вокални изкуства Дмитрий Вдовин. Селим преминава стаж при Александър Ведерников и Сергей Москалков.
По време на обучението си Селим живее в Московска област, в Красногорск, завършва училище за модели и работи като модел за Вячеслав Михайлович Зайцев.

## Музикална кариера
Селим Алахяров притежава рядко срещания лирико-драматичен баритон. Той е лауреат и победител в конкурсите „Перепелочка“, „Таланти на 21 век“, „Маряна“, лауреат на награди от различни международни вокални конкурси. Репертоарът на певеца включва както древни италиански арии в бароков стил, така и произведения на постмодернизма. Най-близък по дух до Алахяров е неокласическия стил. Сред колегите си на сцената той се представя в изпълненията на вокалната група „Кватро“, Сергей Волчков, Евгений Кунгуров и Ксения Дежнева. Поради това, че Селим намира това направление в музиката за слабо развито в Русия и липсва добра школа, той слуша Андреа Бочели, Алесандро Сафина и Сара Брайтман. И дори в изпълнението си на поп песни, той се придържа към академичния стил.
В края на септември 2016 г. Селим Алахяров печели Голямата награда на X Международен вокален фестивал „Златен глас на Русия“. В конкурса участват 100 изпълнители, журито е оглавено от световната оперна звезда Любов Казарновская. В края на състезанието Казарновская кани Селим за стаж и съвместно изпълнение в програмата „Дует със звезда“.
Селим участва в шестия сезон на шоуто „Гласът“, както всички останали, като попълня заявление и преминава през кастинга. Художникът признава, че въпреки богатия си опит на сцената, изпитва сценична треска. На „слепите“ прослушвания Алахяров изпълнява песента на Муслим Магомаев „Виенско колело“ и се класира за отбора на Александър Градски.
Селим успешно преодолява сцената на дуелите, където трогва журито с изпълнението си на песента Don’t Disappear в дует с Алдона Цкуа. За директните елиминации певецът избира песента You're My World на Сила Блек. Селим продължава по-нататъшната си борба за победа в проекта с отбора на Лора Горбунова.
На 29 декември 2017 г. се провежда финалът на шоуто „Гласът“, в който Селим, китаецът Янг Ге, Тимофей Копилов и чехът Ладислав Бубнар си оспорват титлата най-добър вокалист на страната. Публиката намира, че Селим заслужава победата, донасяйки му нов успех.
Селим участва в проекта „Гласът на победата“, изпълнява песни от военните години на събития и е солист на Дагестанската филхармония. Алахяров е лезгин по националност, певецът редовно е канен от лезгинските обществени организации. Селим също си сътрудничи с постоянната мисия на Дагестан при президента на Руската федерация.
В социалните мрежи феновете на певеца организират флашмоб в подкрепа на любимия си хаштаг #Selimovtsy. След състезанието Селим Алахяров планира да се върне на работа в Музея на победата на хълма „Поклонная“ (Централен музей на Великата отечествена война 1941 – 1945), където работи в областта на PR. Той е солист на Хора на Московския Сретенски манастир.

## Награди
- Медал „За преданост към Дагестан“ (2015);[1]
- Награда „Златен глас на Русия“ (2016);[1]
- Заслужил артист на Република Дагестан (2017);[1]
- Възпоменателен часовник „За заслуги в областта на културата и изкуството“ (2017);[2]
- Награда на победителя в телевизионното шоу „Голос“ (2017).[2]